# ナーヴォ

公式のロゴ

ナーヴォ（英: NERVO）は、オーストラリアのシンガーソングライター兼DJ。ミリアム・ナーヴォ（英：Miriam Nervo）とオリビア・ナーヴォ（英：Olivia Nervo）の双子姉妹で構成され、容姿を活かしファッションモデル業も行う。ウィルヘルミーナ・モデルズ所属。

## 活動
元々はモデル業の道を目指していたが、18歳でソニーATVミュージックパブリッシングと契約を交わしてからは音楽をメインとした活動を行う。
数々の著名なアーティストのコラボレーション、また楽曲提供を行い、その才能により成功を収めてきている。
ダンスミュージックの世界でも、アーティストとプロダクションと共に活動し、ソロ活動の成果として発売されたシングル「This Kind of Love」はワールド・クラブ・チャートにて1位を獲得した。
作曲だけでなくDJスキルの実力も身に着け、オーディエンスの要望に自在に応えるパフォーマンスを行う。ダンスミュージックの世界最大級の野外フェスティバル「ウルトラ・ミュージック・フェスティバル」では、メインステージにも登場し、話題となった。音楽性のみならず、2人のファッショナブルなスタイルにも注目が集まり、2011年のブリトニー・スピアーズ【Femme Fetale】全米ツアーのサポートDJ に採用された。

## アジアでの活動
アジア圏では、クリエーターチームFUTURE UNISONの一員として活動中。日本では2012年の年間ダウンロード数1位を獲得した安室奈美恵の「Love Story」をはじめ、数々のヒット曲を制作、提供し、韓国ではBoA、台湾では蔡依林というアジア各国のトップアーティストとのコラボレーションを行ってきた。日本では、他に西野カナ、倖田來未、三浦大知にも楽曲提供をしている。

## モデル活動
元来ファッションモデルを目指していた2人は、ヴォーグ、ELLE、COSMOPOLITAN、NYLON、InStyle、ピープル等のファッション、ポップカルチャー誌で定期的に特集掲載されている。2013年に日本で開催されたビッグビーチフェスティバルに出演。また、雑誌ELLE JAPON、GOSSIP、NYLONに特集掲載された他、女性ファッションブランド「NOMINE」の広告モデルにも抜擢された。

## 作品

### シングル
- “This Kind of Love”(2010)
- “Hold On”(2013)
- “Not Taking This No More”(2013)
- “Revolution”(2013)他

### コラボレーション
- David Guetta and KellyRowland “When Love Takes Over”(2009)
- Steve Aoki and Afrojack ”We're All No One” (2011)
- Avicii “You're Gonna Love Again” (2012)
- Nicky Romero"Like Home"（2012）
- Steve Aoki and Tony Junior"Lightning Strikes"(2015)
- Nicky Romero"Let It Go"(2016)他